# HIT (scouting)
De HIT is een jaarlijks terugkerende activiteit voor leden van Scouting Nederland. Het evenement wordt ieder jaar tijdens het weekend van Pasen georganiseerd. Het bestaat uit een verzameling van tientallen activiteiten voor verschillende doelgroepen, en elk jaar doen hier een paar duizend scouts uit heel Nederland aan mee. Scouts kunnen zich individueel voor een van de activiteiten inschrijven, met een duo of met een groep.

## Activiteiten
HIT is de afkorting van Hikes, Interessekampen en Trappersexpedities.
HikesHikes zijn (zwerf)tochten, waarbij er gedurende een heel weekend een route wordt afgelegd. Vaak gebeurt dit te voet, maar andere middelen zijn ook mogelijk, zoals per fiets, kano, paard, lelievlet of auto, of een combinatie van middelen. De route is vooraf uitgezet, en met behulp van verschillende 'routetechnieken' wordt de route gevolgd. Deze technieken kunnen eenvoudig zijn, zoals kaartlezen of een GPS-ontvanger gebruiken, of aanmerkelijk ingewikkelder. Posten onderweg zorgen voor afwisseling, en doorgaans wordt elke nacht op een andere locatie doorgebracht.
InteressekampenInteressekampen zijn weekends die op één plek plaatsvinden, en draaien om één bepaald onderwerp. Dit kan bijvoorbeeld een scoutingtechniek zijn, zoals het leren van vuur stoken, survivallen, EHBO of koken. Ook kan het om een bepaald interessegebied draaien, zoals theater, nieuws & media of paardrijden. Kampen waarbij het draait om een spannend themaverhaal zijn ook mogelijk.
TrappersexpeditiesTrappersexpedities zijn primitieve hikes.

## Paasvakantie
Aanvankelijk vond de HIT plaats in de Paasvakantie, die in de beginjaren van de HIT een week duurde. De hikes werden doorgaans gehouden op tweede, 'derde' en 'vierde' paasdag, en de trappersexpedities volgden de dagen erna. Veel deelnemers grepen de kans aan om zo aan twee activiteiten deel te nemen, en waren zo een week lang onder de pannen. Toen de Paasvakantie in Nederland werd afgeschaft en de meivakantie hiervoor in de plaats kwam, werden alle HIT-onderdelen voortaan tegelijk gehouden. In plaats van op tweede Paasdag begon de HIT voortaan op Goede Vrijdag.

## Geschiedenis
De HIT werd voor het eerst gehouden in 1956, en georganiseerd door de Bussumse Victorygroep. De groep bestond 10 jaar, en wilde dat vieren door het houden van hike-wedstrijden. Ze nodigden hiervoor ook scouts (toen nog 'padvinders') uit van andere groepen. Er was zelfs deelname vanuit België en Frankrijk. Het evenement werd blijkbaar zo'n succes, dat het evenement het jaar daarop als 'landelijke hikewedstrijden' gepromoot werd. Hoekelom werd de daaropvolgende jaren het strijdtoneel van de hikewedstrijden. In 1970 werden de hikewedstrijden gehouden in Ommen (scoutingterrein 'Ada's Hoeve'), in 1971 in Lunteren en in 1972 streken de hikewedstrijden neer in Harderwijk. In dat jaar werden de hikewedstrijden omgedoopt tot HIT.
Het deelnemersaantal van de HIT in Harderwijk was inmiddels zodanig gestegen dat in 1974 in Alphen (NB) een tweede HIT-locatie werd geopend. Later zouden er ook HIT-locaties volgen in Dwingeloo (1978), Kortenhoef (1982-2006), Zeeland (1987), Mook (1996-2024), Pijnacker (2002-2007), Hilversum (2007-2012), Baarn (2013-2020), Heerenveen (2019), Ommen (2020), Zeewolde (2020-2024), Nijmegen (2025) en Zandvoort (2025).

## Deelnemers
Waar er in 1955 begonnen werd met 40 deelnemers, is de HIT in 1988 inmiddels uitgegroeid tot een evenement dat ruim 1500 deelnemers telt. Dit groeit verder door, tot de HIT in 1999 maar liefst 3.000 deelnemers weet te trekken. In 2001 gaat de HIT niet door vanwege de MKZ-crisis. Het deelnemersaantal loopt in de jaren daarop terug naar zo'n 2000 deelnemers. Vanaf 2009 neemt het deelnemersaantal langzaam weer toe. In 2020 schrijven ruim 2900 deelnemers zich in. Ook dat jaar gaat de HIT niet door, ditmaal in verband met de coronapandemie. 
De leeftijdsgrenzen van de HIT worden vanaf de eeuwwisseling langzaam opgerekt. In 2002 gaat er voor het eerst een HIT-onderdeel van start die zich richt op deelnemers tussen de 7 en de 11 jaar, een leeftijdsgroep die tot die tijd te jong was om mee te kunnen doen. Later in het decennium wordt juist de bovengrens voor het nog mee mogen opgerekt, en wel van 26 naar 99 jaar, waardoor er ook HIT-onderdelen ontstaan die zich speciaal richten op 25+'ers. In 2015 wordt er voor het eerst een HIT-onderdeel voor bevers georganiseerd, waarmee de minimumleeftijd op 5 jaar komt.